# Olena Yatsenko
Olena Yatsenko (Kharkiv, 4 de outubro de 1977) é uma ex-handebolista profissional ucraniana, medalhista olímpica.
Olena Yatsenko fez parte do elenco da medalha de bronze inédita da equipe ucraniana, em Atenas 2004.